# 피에르 막스 뒤부아
피에르 막스 뒤부아(Pierre Max Dubois, 1930년 3월 1일 ~ 1995년 8월 29일)는 프랑스의 작곡가이다.
파리 음악원에서 작곡을 공부하면서 1955년에 로마대상을 수상하였다.
목관, 특히 색소폰을 위한 실내악곡을 많이 작곡하였다. 그의 색소폰 사중주 바 장조는 1962년도에 초연했다.